# آنترنبرگ
آنترنبرگ (به آلمانی: Unternberg) یک منطقهٔ مسکونی در اتریش است که در ناحیه تامسوگ واقع شده‌است. آنترنبرگ ۱۸٫۹۵ کیلومتر مربع مساحت دارد ۱٬۰۲۸ متر بالاتر از سطح دریا واقع شده‌است.